# Ruth Kadiri

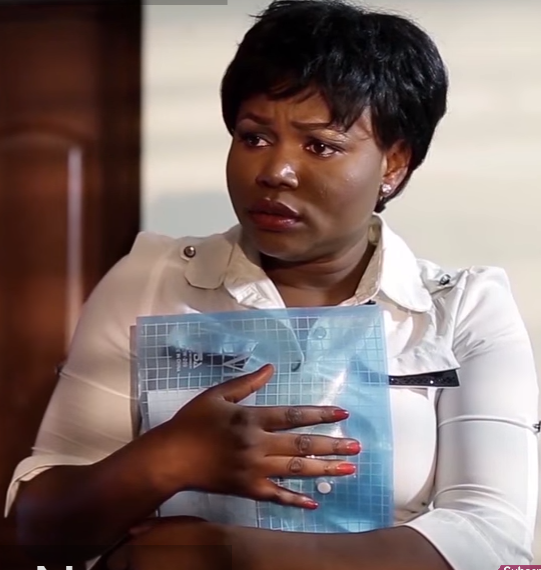

Ruth Kadiri (sinh ngày 24 tháng 3 năm 1988) là tên của một diễn viên, biên kịch và là nhà sản xuất phim người Nigeria.

## Lí lịch
Bà sinh ra ở thành phố Benin, bang Edo. Tiếp đến, bà vào trường đại học Lagos (Unilag) và tốt nghiệp với bằng truyền thông đại chúng rồi bà tốt nghiệp với bằng quản trị kinh doanh từ trường đại học công nghệ Yaba. Gia đình của bà là một gia đình thấp kém và theo đạo Cơ-đốc.

## Sự nghiệp
Ruth Kadiri mạo hiểm bước vào Nollywood (nền công nghiệp điện ảnh của Nigeria) với nghệ danh là Boys Cot. Từ thời điểm ấy, bà đã góp mặt trong hơn 50 bộ phim. Ngoài ra, bà còn viết kịch bản và đồng biên kịch cho một số bộ phim như: Matters Arising, Heart of a Fighter, Ladies Men, Sincerity, First Class và Over the Edge. Bên cạnh đó, bà còn sản xuất một vài bộ phim như Matters Arising, Over the Edge, Somebody Lied và bộ phim gần đây nhất là Memory Lane, nó đề cập đến vấn đề dối trá.
Bên cạnh đó, bà còn thành lập một quỹ để giúp đỡ những trẻ em có hoàn cảnh khó khăn.

## Giải thưởng
Bà được nhận giải "nữ diễn viên của năm" trong buổi lễ trao giải thưởng giải trí của Nigeria vào năm 2015. Cũng vào năm này, bà được đề cử cho giải "cảnh hôn xuất sắc nhất" trong buổi lễ trao giải thưởng xuất sắc nhất của Nollywood và giải "người phụ nữ xuất sắc nhất do khán giả bình chọn" trong buổi lễ trao giải thưởng học viện hình tượng điện ảnh vàng.